# Rebelião de Avilez
A Rebelião de Avilez foi uma pequena revolta entre as tropas do tenente-general português Jorge Avilez e as tropas brasileiras como reação ao Dia do Fico.
Antes do início da batalha Dom Pedro reuniu um exército composto de tropas voluntárias alem das comandadas por Joaquim Xavier Curado e da Guarda Real de Polícia para defender a causa brasileira.  Como consequência o general Avilez tentou sequestrar o príncipe regente que estava no teatro, porem o coronel José Maria da Costa contou o plano no saguão do teatro ao tenente coronel Joaquim José de Lima e Silva que após uma breve briga com o coronel ele avisou o príncipe que fugiu. Depois de uma rápida tentativa de tomada do Morro do Castelo o general se retirou para a Ponta da Armação, e tentou um ataque a Fortaleza de Santa Cruz da Barra, por  isso as forças brasileiras bloquearam o acampamento por mar e ocuparam o campo  dos Barretos, enquanto a Fortaleza repelia o ataque, cercando às tropas do general que se rendeu em troca de uma saída segura da cidade.
O ataque a Fortaleza de Santa Crus da Barra teve como objetivo a tomada do controle do porto da cidade, porem o que derrotou os portugueses foi que o regimento de milícia de São Gonzalo estava passando na região rumo a capital, assim ele reforçou a guarnição, expulsou os portugueses e fechou a ponte levadiça.

## As Forças
Os brasileiros teriam no Campo de Santa'Anna, algo em torno de 3 mil homens de Infantaria, um esquadrão de Cavalaria e 6 canhões. Do lado português, variam também os cálculos [...] Assim, a aproximação de 1,7 mil soldados do lado português parece ser a mais correta.